# Euroligue de basket-ball 2009-2010
Navigation
Édition précédente Édition suivante
L'Euroligue de basket-ball 2009-2010 est la 53e édition de l'Euroligue masculine, compétition qui rassemble les 24 meilleurs clubs de basket-ball du continent européen. Barcelone a remporté la finale face à l'Olympiakós Le Pirée (86-68) à Paris, ville hôte du Final Four 2010.

## Équipes participantes
24 équipes participent à l'Euroligue 2009-2010. Parmi elles, 19 ont participé à l'édition 2008-2009. Quatre équipes font leurs débuts : l'ASVEL Lyon-Villeurbanne (Vainqueur de la Pro A), le Lietuvos Rytas (Vainqueur de l'Eurocoupe masculine de basket-ball), le BC Khimki Moscou, et le EWE Baskets Oldenburg. Deux équipes participeront encore à la saison régulière, à la suite de tours de qualification.
| - Cibona Zagreb - FC Barcelone - Real Madrid - Tau Vitoria - Unicaja Málaga - ASVEL Lyon-Villeurbanne - Entente Orléanaise Loiret - EWE Baskets Oldenburg | - Olympiakós Le Pirée - Panathinaïkos - Maroussi Athènes - Maccabi Tel-Aviv - Montepaschi Sienne - Armani Jeans Milano - Lottomatica Rome - Žalgiris Kaunas | - Lietuvos Rytas - Prokom Trefl Sopot - CSKA Moscou - BC Khimki Moscou - Olimpija Ljubljana - Partizan Belgrade - EP İstanbul - Fenerbahçe Ülkerspor |

## Format de la compétition
La saison régulière (tour principal) se déroule sous la forme de quatre groupes de six équipes. Chaque équipe se rencontre et dispute un match aller et un match retour. Les quatre premiers de chaque groupe sont qualifiés pour le Top 16.
Au Top 16, il y a quatre groupes de quatre équipes. Comme pour la saison régulière, les équipes jouent un match aller et un match retour. Les deux premiers de chaque groupe sont qualifiés pour les Play-offs (Quarts de finale).
Les quarts de finale se déroulent sous la forme de série (3 matchs minimums). Les 4es et 5es matchs se jouent si besoin est. Le gagnant de chaque série est qualifié pour le Final Four, à Paris.

## Qualification
Il y a 8 équipes et 4 matchs aller-retour (A, B, C et D). Le vainqueur et qualifié pour le tour de qualification 2. Le tirage au sort a eu lieu le 8 juillet 2009.
Tour de qualification 1
Match A :  Entente Orléanaise Loiret (53-55), (81-56)  Spirou Charleroi
Match B :  Benetton Trévise (73-78), (88-76)  BK Ventspils
Match C :  Alba Berlin (60-61), (77-62)  Le Mans Sarthe Basket
Match D :  Maroussi Athènes (67-69), (89-60)  Aris Salonique
Tour de qualification 2
Match A :  Entente Orléanaise Loiret (82-73), (80-82)  Benetton Trévise
Match B :  Alba Berlin (70 -79), (75-70)  Maroussi Athènes

## Premier tour
Le tirage au sort a eu lieu le 8 juillet 2009.

### Groupe A
| Rang | Équipe                       | Pts | J  | G  | P | Pp  | Pc  | Diff |  | Résultats (dom.\ext.)   |       |       |       |        |       |       |
| ---- | ---------------------------- | --- | -- | -- | - | --- | --- | ---- |  | ----------------------- | ----- | ----- | ----- | ------ | ----- | ----- |
| 1    | FC Barcelone                 | 20  | 10 | 10 | 0 | 833 | 625 | 208  |  | FC Barcelone            |       | 85-70 | 81-59 | 89-55  | 89-55 | 76-62 |
| 2    | Montepaschi Sienne           | 18  | 10 | 8  | 2 | 830 | 689 | 141  |  | Montepaschi Sienne      | 65-84 |       | 90-64 | 101-58 | 84-64 | 83-74 |
| 3    | Žalgiris Kaunas (+6)         | 13  | 10 | 3  | 7 | 673 | 739 | -66  |  | Cibona Zagreb           | 66-80 | 40-85 |       | 80-77  | 64-52 | 73-71 |
| 4    | Cibona Zagreb (+2)           | 13  | 10 | 3  | 7 | 637 | 742 | -105 |  | Fenerbahçe Ülkerspor    | 59-82 | 83-87 | 67-62 |        | 68-76 | 61-68 |
| 5    | ASVEL Lyon-Villeurbanne (-3) | 13  | 10 | 3  | 7 | 680 | 749 | -69  |  | Žalgiris Kaunas         | 70-77 | 72-83 | 68-61 | 78-84  |       | 71-52 |
| 6    | Fenerbahçe Ülkerspor (-5)    | 13  | 10 | 3  | 7 | 690 | 799 | -109 |  | ASVEL Lyon-Villeurbanne | 64-90 | 65-82 | 71-68 | 76-78  | 77-67 |       |

### Groupe B
| Rang | Équipe                    | Pts | J  | G | P | Pp  | Pc  | Diff |  | Résultats (dom.\ext.)     |       |       |       |        |       |       |
| ---- | ------------------------- | --- | -- | - | - | --- | --- | ---- |  | ------------------------- | ----- | ----- | ----- | ------ | ----- | ----- |
| 1    | Olympiakós                | 18  | 10 | 8 | 2 | 884 | 787 | 97   |  | Olympiakós                |       | 89-68 | 81-60 | 105-90 | 97-73 | 94-72 |
| 2    | Unicaja Málaga            | 17  | 10 | 7 | 3 | 784 | 775 | 9    |  | Unicaja Málaga            | 86-68 |       | 84-88 | 93-88  | 91-84 | 72-88 |
| 3    | Partizan Belgrade         | 15  | 10 | 5 | 5 | 745 | 757 | -12  |  | KK Partizan Belgrade      | 86-80 | 64-72 |       | 93-92  | 97-67 | 78-71 |
| 4    | Efes Pilsen İstanbul (+8) | 14  | 10 | 4 | 6 | 808 | 793 | 15   |  | Efes Pilsen İstanbul      | 85-93 | 77-79 | 77-67 |        | 77-62 | 77-64 |
| 5    | Lietuvos Rytas (-8)       | 14  | 10 | 4 | 6 | 741 | 784 | -43  |  | Lietuvos Rytas            | 83-89 | 71-73 | 78-56 | 77-70  |       | 77-72 |
| 6    | Entente Orléanaise Loiret | 12  | 10 | 2 | 8 | 722 | 788 | -66  |  | Entente Orléanaise Loiret | 84-88 | 74-86 | 75-72 | 60-75  | 62-69 |       |

### Groupe C
| Rang | Équipe                | Pts | J  | G | P | Pp  | Pc  | Diff |  | Résultats (dom.\ext.) |       |        |       |       |       |       |
| ---- | --------------------- | --- | -- | - | - | --- | --- | ---- |  | --------------------- | ----- | ------ | ----- | ----- | ----- | ----- |
| 1    | CSKA Moscou           | 18  | 10 | 8 | 2 | 730 | 700 | 30   |  | CSKA Moscou           |       | 84-83  | 77-72 | 78-65 | 69-74 | 79-69 |
| 2    | Tau Vitoria           | 17  | 10 | 7 | 3 | 779 | 735 | 44   |  | Tau Vitoria           | 67-71 |        | 86-81 | 73-65 | 67-60 | 62-53 |
| 3    | Maccabi Tel-Aviv      | 16  | 10 | 6 | 4 | 794 | 737 | 57   |  | Maccabi Tel-Aviv      | 71-54 | 82-91  |       | 75-67 | 79-59 | 85-65 |
| 4    | Maroussi Athènes (+1) | 14  | 10 | 4 | 6 | 744 | 764 | -20  |  | Maroussi Athènes      | 65-66 | 86-103 | 83-75 |       | 71-83 | 74-62 |
| 5    | Virtus Rome (-1)      | 14  | 10 | 4 | 6 | 713 | 737 | -24  |  | Virtus Rome           | 57-72 | 77-65  | 90-92 | 74-87 |       | 69-48 |
| 6    | Union Olimpija        | 11  | 10 | 1 | 9 | 677 | 764 | -87  |  | Union Olimpija        | 77-80 | 76-82  | 65-82 | 75-81 | 87-70 |       |

### Groupe D
| Rang | Équipe                | Pts | J  | G | P | Pp  | Pc  | Diff |  | Résultats (dom.\ext.) |       |        |       |       |        |       |
| ---- | --------------------- | --- | -- | - | - | --- | --- | ---- |  | --------------------- | ----- | ------ | ----- | ----- | ------ | ----- |
| 1    | Real Madrid (+1)      | 18  | 10 | 8 | 2 | 811 | 690 | 121  |  | Panathinaïkos         |       | 67-76  | 80-68 | 74-66 | 101-66 | 96-63 |
| 2    | Panathinaïkos (-1)    | 18  | 10 | 8 | 2 | 792 | 697 | 95   |  | Real Madrid           | 80-70 |        | 82-69 | 94-72 | 70-59  | 73-60 |
| 3    | BC Khimki Moscou      | 16  | 10 | 6 | 4 | 740 | 733 | 7    |  | Olimpia Milan         | 67-75 | 66-75  |       | 82-69 | 68-72  | 79-51 |
| 4    | Asseco Prokom Sopot   | 14  | 10 | 4 | 6 | 747 | 810 | -63  |  | Asseco Prokom Sopot   | 65-75 | 82-76  | 88-83 |       | 75-70  | 81-87 |
| 5    | Olimpia Milan         | 13  | 10 | 3 | 7 | 724 | 741 | -17  |  | BC Khimki Moscou      | 82-87 | 84-81  | 79-63 | 89-67 |        | 77-72 |
| 6    | EWE Baskets Oldenburg | 11  | 10 | 1 | 9 | 657 | 800 | -143 |  | EWE Baskets Oldenburg | 64-67 | 61-104 | 70-79 | 80-82 | 49-62  |       |

## Top 16

### Groupe E
| Rang | Équipe            | Pts | J | G | P | Pp  | Pc  | Diff |  | Résultats (dom.\ext.) |       |       |       |       |
| ---- | ----------------- | --- | - | - | - | --- | --- | ---- |  | --------------------- | ----- | ----- | ----- | ----- |
| 1    | FC Barcelone      | 11  | 6 | 5 | 1 | 465 | 396 | 69   |  | FC Barcelone          |       | 83-71 | 82-64 | 79-69 |
| 2    | Partizan Belgrade | 9   | 6 | 3 | 3 | 389 | 422 | -33  |  | Panathinaïkos         | 67-70 |       | 59-64 | 82-79 |
| 3    | Panathinaïkos     | 8   | 6 | 2 | 4 | 439 | 442 | -3   |  | KK Partizan Belgrade  | 67-66 | 66-82 |       | 79-76 |
| 4    | Maroussi Athènes  | 8   | 6 | 2 | 4 | 419 | 452 | -33  |  | Maroussi Athènes      | 58-85 | 80-78 | 57-49 |       |

### Groupe F
| Rang | Équipe               | Pts | J | G | P | Pp  | Pc  | Diff |  | Résultats (dom.\ext.) |       |       |       |       |
| ---- | -------------------- | --- | - | - | - | --- | --- | ---- |  | --------------------- | ----- | ----- | ----- | ----- |
| 1    | Maccabi Tel-Aviv     | 10  | 6 | 4 | 2 | 444 | 423 | 21   |  | Real Madrid           |       | 77-69 | 64-66 | 77-70 |
| 2    | Real Madrid          | 9   | 6 | 3 | 3 | 447 | 444 | 3    |  | Montepaschi Sienne    | 83-76 |       | 76-72 | 93-87 |
| 3    | Montepaschi Sienne   | 9   | 6 | 3 | 3 | 481 | 497 | -16  |  | Maccabi Tel-Aviv      | 81-76 | 97-82 |       | 76-62 |
| 4    | Efes Pilsen İstanbul | 8   | 6 | 2 | 4 | 437 | 445 | -8   |  | Efes Pilsen İstanbul  | 75-77 | 88-78 | 63-56 |       |

### Groupe G
| Rang | Équipe              | Pts | J | G | P | Pp  | Pc  | Diff |  | Résultats (dom.\ext.) |       |       |       |       |
| ---- | ------------------- | --- | - | - | - | --- | --- | ---- |  | --------------------- | ----- | ----- | ----- | ----- |
| 1    | CSKA Moscou         | 11  | 6 | 5 | 1 | 494 | 448 | 46   |  | CSKA Moscou           |       | 86-78 | 84-71 | 84-73 |
| 2    | Asseco Prokom Sopot | 9   | 6 | 3 | 3 | 471 | 455 | 16   |  | Unicaja Málaga        | 70-76 |       | 86-68 | 50-70 |
| 3    | Unicaja Málaga      | 8   | 6 | 2 | 4 | 450 | 452 | -2   |  | Žalgiris Kaunas       | 68-83 | 89-84 |       | 93-88 |
| 4    | Žalgiris Kaunas     | 8   | 6 | 2 | 4 | 454 | 514 | -60  |  | Asseco Prokom Sopot   | 88-81 | 63-82 | 89-65 |       |

### Groupe H
| Rang | Équipe           | Pts | J | G | P | Pp  | Pc  | Diff |  | Résultats (dom.\ext.) |       |        |       |        |
| ---- | ---------------- | --- | - | - | - | --- | --- | ---- |  | --------------------- | ----- | ------ | ----- | ------ |
| 1    | Olympiakós       | 11  | 6 | 5 | 1 | 536 | 504 | 32   |  | Olympiakós            |       | 102-85 | 87-69 | 78-75  |
| 2    | Tau Vitoria      | 9   | 6 | 3 | 3 | 515 | 521 | -6   |  | Tau Vitoria           | 85-89 |        | 71-82 | 102-90 |
| 3    | BC Khimki Moscou | 9   | 6 | 3 | 3 | 476 | 487 | -11  |  | BC Khimki Moscou      | 96-83 | 83-94  |       | 83-70  |
| 4    | Cibona Zagreb    | 7   | 6 | 1 | 5 | 486 | 501 | -15  |  | Cibona Zagreb         | 94-97 | 75-78  | 82-63 |        |

## Phase finale

### Quarts de finale
Les deux premières rencontres se disputent sur le terrain du premier nommé. La troisième, et quatrième si nécessaire, se déroule ensuite chez son adversaire. si une cinquième rencontre est nécessaire, elle se dispute de nouveau sur le terrain du premier nommé.
| Équipe              | Total | Équipe               | 1re manche | 2e manche | 3e manche | 4e manche* | 5e manche* |
| ------------------- | ----- | -------------------- | ---------- | --------- | --------- | ---------- | ---------- |
| Olympiakós Le Pirée | 3 - 1 | Asseco Prokom Gdynia | 83 – 79    | 90 – 73   | 78 – 81   | 86 – 70    | -          |
| FC Barcelone        | 3 - 1 | Real Madrid          | 68 – 61    | 63 – 70   | 84 – 73   | 84 – 78    | -          |
| Maccabi             | 1 - 3 | Partizan Belgrade    | 77 – 85    | 98 – 78   | 73 – 81   | 67 – 76    | -          |
| CSKA Moscou         | 3 - 1 | TAU Vitoria          | 86 – 63    | 83 – 63   | 53 – 66   | 74 – 70    | -          |

* si nécessaire

### Final Four
Le Final Four se déroule dans le Palais omnisports de Paris-Bercy (POPB), salle de Paris. C'est la quatrième fois que cette salle accueille une finale de la plus grande compétition de clubs en Europe, après les finales de 1991, victoire du Jugosplatika 1996, victoire du Panathinaïkós Athènes, et 2001, victoire du Maccabi Tel-Aviv.
|  | Demi-finales        | Demi-finales        |              |    | Finale         | Finale         |
|  | Demi-finales        | Demi-finales        |              |    | Finale         | Finale         |
|  |                     |                     |              |    |                |                |
|  | 7 mai, 18 h 00      | 7 mai, 18 h 00      |              |    | 9 mai, 21 h 00 | 9 mai, 21 h 00 |
|  | 7 mai, 18 h 00      | 7 mai, 18 h 00      |              |    | 9 mai, 21 h 00 | 9 mai, 21 h 00 |
|  | FC Barcelone        | 64                  |              |    | 9 mai, 21 h 00 | 9 mai, 21 h 00 |
|  | FC Barcelone        | 64                  |              |    | 9 mai, 21 h 00 | 9 mai, 21 h 00 |
|  | CSKA Moscou         | 54                  |              |    | 9 mai, 21 h 00 | 9 mai, 21 h 00 |
|  | CSKA Moscou         | 54                  | FC Barcelone | 86 |                |                |
|  | 7 mai, 21 h 00      |                     | FC Barcelone | 86 |                |                |
|  |                     | Olympiakós Le Pirée | 68           |    |                |                |
|  | Partizan Belgrade   | Olympiakós Le Pirée | 68           | 80 |                |                |
|  | Partizan Belgrade   |                     |              | 80 |                |                |
|  | Olympiakós Le Pirée | 83ap                |              |    |                |                |
|  | Olympiakós Le Pirée | 83ap                | 3e place     |    |                |                |
|  |                     |                     |              |    |                |                |
|  | 9 mai, 18 h 00      |                     |              |    |                |                |
|  |                     |                     |              |    |                |                |
|  | CSKA Moscou         | 90                  |              |    |                |                |
|  | CSKA Moscou         | 90                  |              |    |                |                |
|  | Partizan Belgrade   | 88ap                |              |    |                |                |
|  | Partizan Belgrade   | 88ap                |              |    |                |                |

Les rencontres
| Demi-finale                    | FC Barcelone                                      | 64–54                        | CSKA Moscou                                              | Palais omnisports de Paris-Bercy,Paris                                                                                               | |
| Vendredi 7 mai 2010 18:00 CEST | Points Vázquez 11 Rebonds Lorbek 9 Passes Rubio 8 | (12–11, 17–10, 18–20, 17–13) | Points Šiškauskas 19 Rebonds Kaun 10 Passes Šiškauskas 5 | Spectateurs : 14 768 Arbitrage : Romualdas Brazauskas (LTU), Christos Christodoulou (GRE), David Chambon (FRA), Olegs Latisevs (LAT) | Spectateurs : 14 768 Arbitrage : Romualdas Brazauskas (LTU), Christos Christodoulou (GRE), David Chambon (FRA), Olegs Latisevs (LAT) |

| Demi-finale                    | Partizan Belgrade                                     | 81–83                                  | Olympiakos le Pirée                                    | Palais omnisports de Paris-Bercy,Paris                                                                                    | |
| Vendredi 7 mai 2010 21:00 CEST | Points McCalebb 21 Rebonds Veselý 10 Passes Roberts 5 | (17–15, 11–18, 24–19, 15-15 OT: 13–16) | Points Kleiza 19 Rebonds Kleiza 11 Passes Papaloukás 5 | Spectateurs : 14 768 Arbitrage : Shmuel Bachar (ISR), Fabio Facchini (ITA), Dani Hierrezuelo (ESP), Matej Boltauzer (SLO) | Spectateurs : 14 768 Arbitrage : Shmuel Bachar (ISR), Fabio Facchini (ITA), Dani Hierrezuelo (ESP), Matej Boltauzer (SLO) |

| Finale pour la troisième place | CSKA Moscou                                                     | 90–88                                  | Partizan Belgrade                                     | Palais omnisports de Paris-Bercy,Paris                                                                                            | |
| Dimanche 9 mai 2010 18:00 CEST | Points Langdon 32 Rebonds Khryapa 6 Passes Holden, Šiškauskas 4 | (25–20, 22–24, 14–18, 17–16 OT: 12–10) | Points Roberts 16 Rebonds Roberts 8 Passes McCalebb 4 | Spectateurs : 14 768 Arbitrage : Fabio Facchini (ITA), Dani Hierrezuelo (ESP), Olegs Latisevs (LAT), Christos Christodoulou (GRE) | Spectateurs : 14 768 Arbitrage : Fabio Facchini (ITA), Dani Hierrezuelo (ESP), Olegs Latisevs (LAT), Christos Christodoulou (GRE) |

| Finale                         | FC Barcelone                                                        | 86–68                        | Olympiakos le Pirée                                                   | Palais omnisports de Paris-Bercy,Paris                                                                                       | |
| Dimanche 9 mai 2010 21:00 CEST | Points Navarro 21 Rebonds Navarro, Mickeal 5 Passes Navarro, Sada 3 | (28–19, 19–17, 17–14, 22–18) | Points Childress 15 Rebonds Childress 6 Passes Papaloukás, Teodosić 3 | Spectateurs : 14 768 Arbitrage : Romualdas Brazauskas (LTU), Shmuel Bachar (ISR), David Chambon (FRA), Matej Boltauzer (SLO) | Spectateurs : 14 768 Arbitrage : Romualdas Brazauskas (LTU), Shmuel Bachar (ISR), David Chambon (FRA), Matej Boltauzer (SLO) |

## Récompenses individuelles
De nombreuses récompenses sont délivrées de manière individuelle tout au long de la saison. Lors de chaque journée disputé un joueur est nommé MVP. Puis pour chaque mois au cours de laquelle se déroule la compétition, un MVP est de nouveau nommé.
Lors des quarts de finale, un MVP est désigné à chaque journée.
La liste des MVP de chaque journée du premier tour est:
- Semaine 1 :  Darjuš Lavrinovič (Real Madrd)
- Semaine 2 : Tiago Splitter (Tau Vitoria) et Matt Walsh (Union Olimpija)
- Semaine 3 : Romain Sato (Montepaschi Sienne)
- Semaine 4 : Ioannis Bourousis (Olympiakos)
- Semaine 5 : Aleks Marić (KK Partizan), Keith Langford (Khimki Moscou)
- Semaine 6 : Dainius Šalenga (Žalgiris Kaunas)
- Semaine 7 : Aleks Marić (KK Partizan)
- Semaine 8 : Aleks Marić (KK Partizan)
- Semaine 9 : Miloš Teodosić (Olympiakos), Chuck Eidson (Maccabi)
- Semaine 10 : Ricky Rubio (FC Barcelone), Ramūnas Šiškauskas (CSKA Moscou)

Pour le Top 16, les lauréats sont:
- Semaine 1 :  Robertas Javtokas  (Khimki Moscou), Ramūnas Šiškauskas (CSKA Moscou), Fernando San Emeterio (Tau Vitoria)
- Semaine 2 : Alan Anderson (Maccabi)
- Semaine 3 : Terrell McIntyre  (Montepaschi Sienne)
- Semaine 4 : Jamont Gordon (Cibona Zagreb)
- Semaine 5 : Bojan Bogdanović (Cibona Zagreb)
- Semaine 6 : Romain Sato (Montepaschi Sienne)

La liste des MVP par mois est la suivante:
- octobre : Bojan Popović (Lietuvos Rytas)
- novembre : Pete Mickeal (FC Barcelone)
- décembre : Aleks Marić (KK Partizan)
- janvier : Miloš Teodosić (Olympiakos)
- février : Alan Anderson (Maccabi)
- mars : Viktor Khryapa (CSKA Moscou)
- avril : Juan Carlos Navarro (FC Barcelone)

Les lauréats désignés pour chacune des journées des quarts de finale sont:
- 1re journée : Dušan Kecman (Partizan)
- 2e journée : Linas Kleiza  (Olympiakos)
- 3e journée : Fernando San Emeterio (Tau Vitoria)
- 4e journée : Juan Carlos Navarro (FC Barcelone)

À l'issue de la saison, deux cinq sont nommés, la All-Euroleague First Team et la All-Euroleague Second Team.
Les joueurs figurant dans la All-Euroleague First Team sont:
- Miloš Teodosić (Olympiakos)
- Juan Carlos Navarro (FC Barcelone)
- Linas Kleiza (Olympiakos)
- Viktor Khryapa (CSKA Moscou)
- Aleks Marić (KK Partizan)

Membres de la All-Euroleague First Team
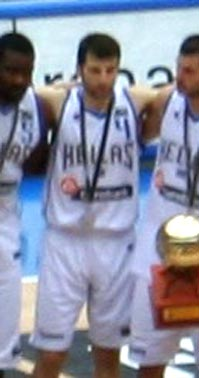
Theo Papaloukas
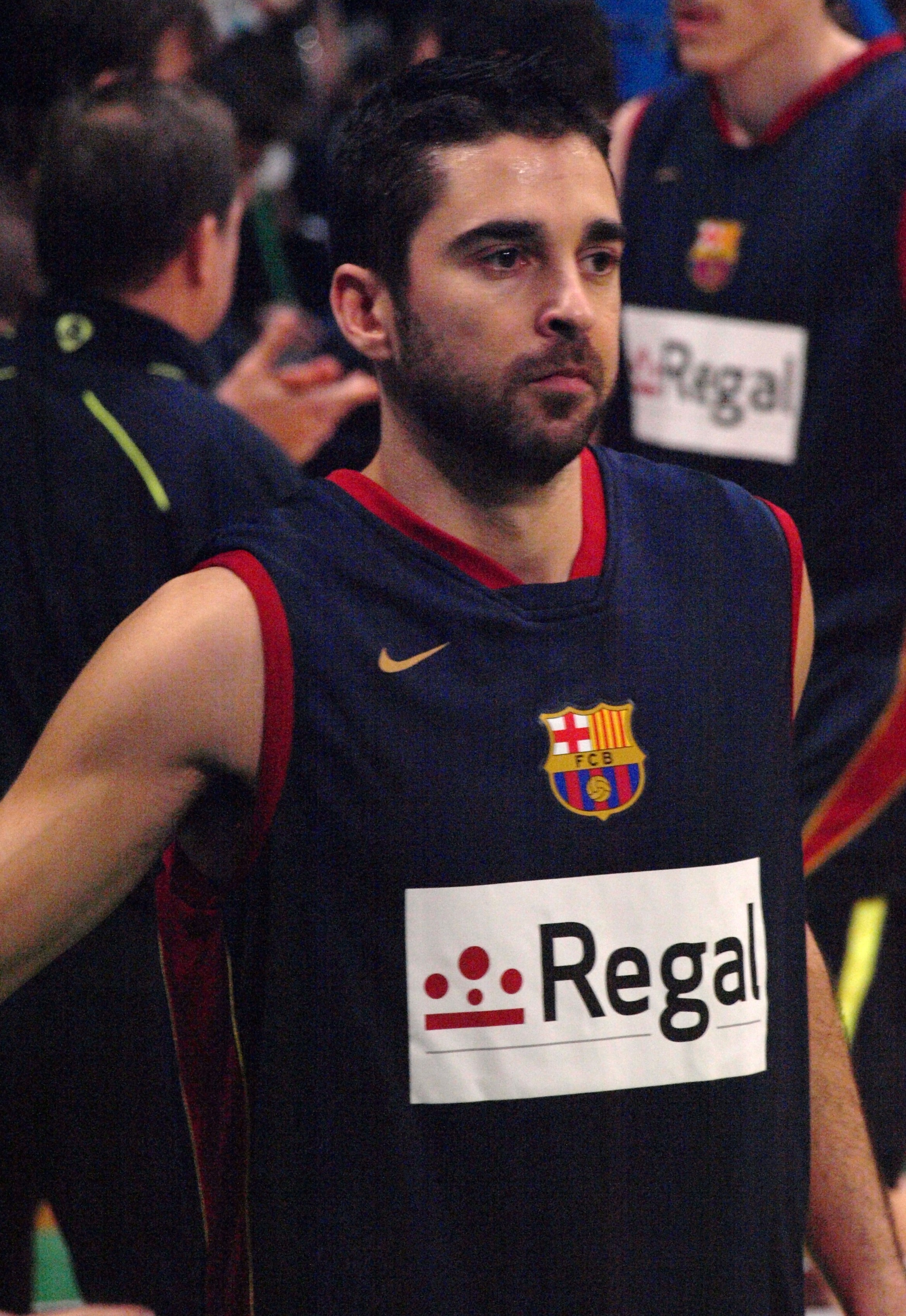
Juan Carlos Navarro
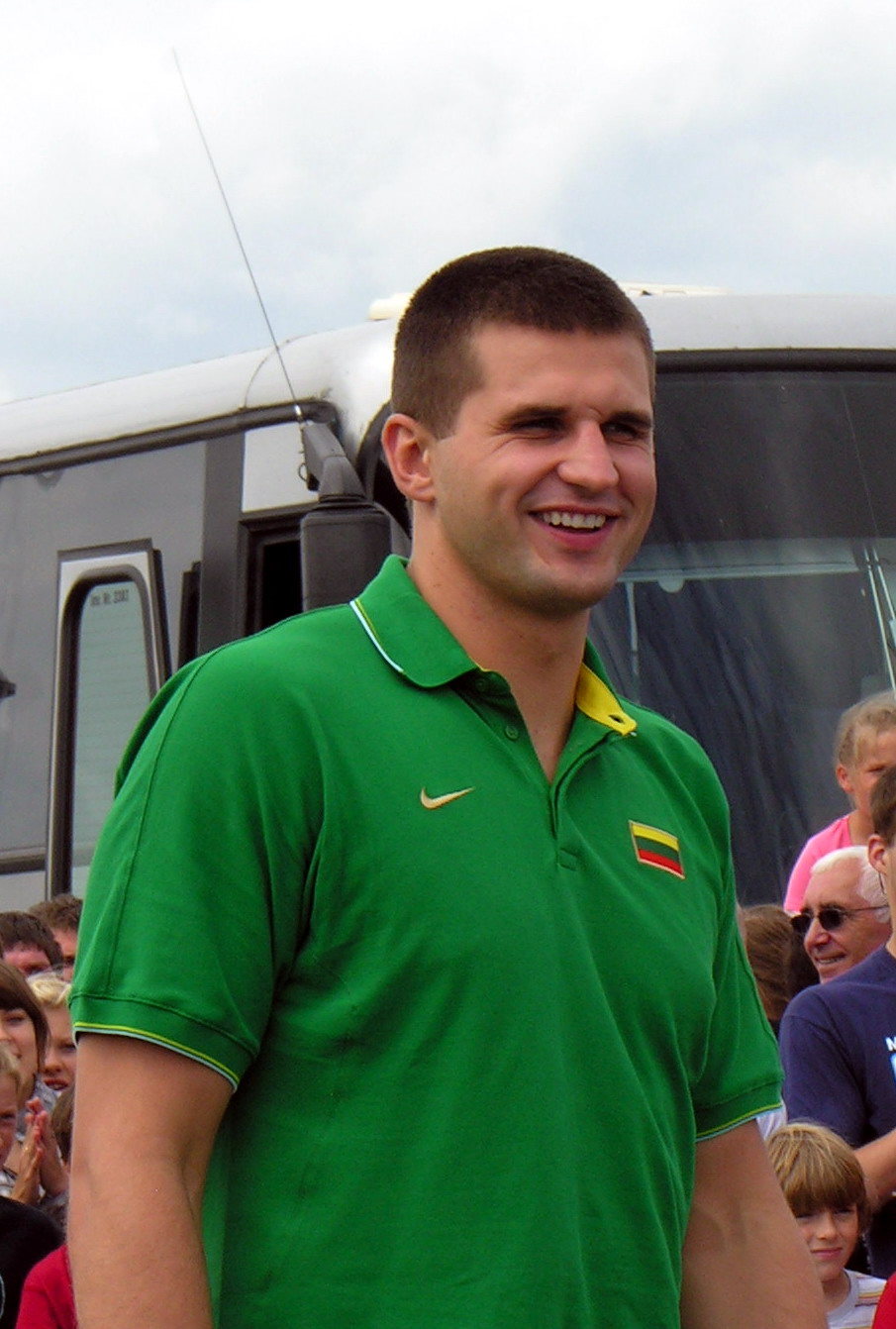
Linas Kleiza
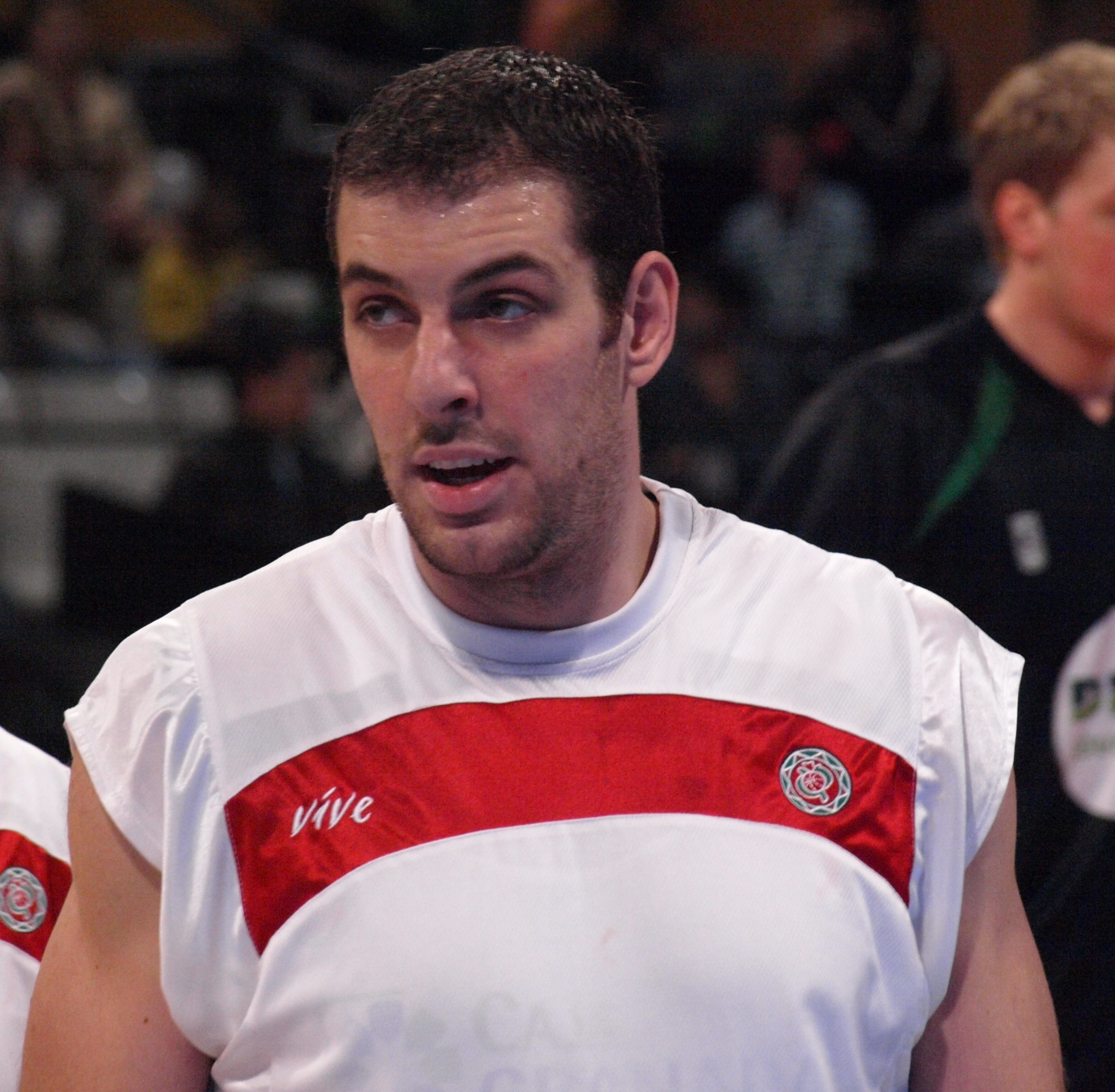
Aleks Marić

Les joueurs de la All-Euroleague Second Team sont:
- Bo McCalebb (KK Partizan)
- Josh Childress (Olympiakos)
- Ramūnas Šiškauskas (CSKA Moscou)
- Erazem Lorbek (FC Barcelone)
- Tiago Splitter (Tau Vitoria)